# Tripoli (district de Libye)
Pour les articles homonymes, voir Tripoli.
Tripoli (en arabe : طرابلس) est une des 22 chabiyat de Libye. 
Sa capitale est Tripoli.